# إسكيل سوتر
اسكيل سوتر مواليد 29 يونيو 1967 في سويسرا، هو متسابق دراجات نارية سويسري. نافس في سباقات بطولة العالم لفئة 500 سي سي ولفئة 250 سي سي ولفئة 50 سي سي. كما شارك في بطولة العالم للسوبربايك.

## روابط خارجية
- إسكيل سوتر على موقع MotoGP.com (الإنجليزية)
- إسكيل سوتر على موقع WorldSBK.com (الإنجليزية)